# اشلاسر (پنسیلوانیا)
اشلاسر (به انگلیسی: Schlusser) یک منطقهٔ مسکونی در ایالات متحده آمریکا است که در شهرستان کامبرلند، پنسیلوانیا واقع شده‌است. اشلاسر ۷٫۷۵ کیلومتر مربع مساحت و ۵٬۲۶۵ نفر جمعیت دارد و ۱۲۹٫۵۴ متر بالاتر از سطح دریا واقع شده‌است.